# Българско Сливово
Бъ̀лгарско Слѝвово е село в Северна България, община Свищов, област Велико Търново.

## География
Село Българско Сливово се намира в средната част на Дунавската равнина, на около 8 км на юг-югозапад от град Свищов. Съседни са му селата Царевец на около 6 км североизточно, Козловец на около 6 км югоизточно, Драгомирово на около 5 км югозападно и Ореш на около 6 км северозападно.
Българско Сливово е разположено на хълмиста територия, като самото то е застроено по седем неголеми хълма. Малка местна река (ручей) протича през източната му част от северозапад на югоизток и на 9 – 10 км по-нататък се влива при село Совата в река Студена. По течението на местната река е най-ниската част на селото – между 115 и 104 – 105 м надморска височина. При сградата на кметството надморската височина е около 143 м, а в северозападния и югозападния краища на селото достига 190 – 200 м.
Земеделските земи на Българско Сливово са – според потенциалното им плодородие при неполивни условия – предимно добри и – отчасти, средно добри. 
През Българско Сливово минава третокласният републикански път, който го свързва с Драгомирово и Царевец, а в границите на селото е негова главна улица.
Населението на село Българско Сливово , наброяващо 2499 души към 1934 г., нараства до максималните 2856 души към 1946 г., а след 2854 към 1956 г. плавно намалява до 1037 души към 2018 г. (със средно 29 – 30 души годишно).

## История
В името Българско Сливово думата „Сливово“ се свързва вероятно с овощарството като част от поминъка или с име на местност със сливови дървета. Причината за думата „Българско“ в името е българският състав на населението, за разлика от съседното село Турско Сливово, преименувано по-късно на Ко̀зловец. Според предания от началото на 19 век, първото разположение на селото е в местността „Влашката махала“, откъдето се премества, бягайки от епидемия (вероятно чума). Останки от къщи има на няколко места в околността – Лешова байча, за които се предполага, че са черкезки, в Средния дол и в местността „Долник“. След 1820 – 1840 г. Българско Сливово е запомнено на сегашното си място с около 30 къщи. 
За разположението на Българско Сливово има сведения във възрожденския печат – вестниците „Напредък“ и „Независимост“, където се посочва, че то отстои на 9 часа път от Търново (Велико Търново).

## Население
Преброяване на населението през 2011 г.
Численост и дял на етническите групи според преброяването на населението през 2011 г.:
|                     | Численост | Дял (в %) |
| Общо                | 1342      | 100,00    |
| Българи             | 1265      | 94,26     |
| Турци               | 0         | 0,00      |
| Цигани              | 0         | 0,00      |
| Други               | 0         | 0,00      |
| Не се самоопределят | 0         | 0,00      |
| Неотговорили        | 76        | 5,66      |

## Обществени институции
Село Българско Сливово е център на кметство Българско Сливово.  
Читалище „Възраждане – 1908“  е действащо, регистрирано под № 2885 в публичния регистър „Читалища“ при Министерството на културата.
Църквата „Свети Архангел Михаил“ действа само на големи религиозни празници  
В селото има пощенска станция. 

### Потребителска кооперация "Орач"
В селото през 1919-та година е основана Кредитна кооперация "Орач", по-късно преобразувана в потребителска.

## Културни и природни забележителности
В местността „Бялата пръст“ е открита тракийска оброчна плоча (2 век), изобразяваща конник и с гръцки надпис.

## Личности
- Цанко Цветанов – български футболист
- Сашо Ангелов – български футболист
- Георги Георгиев (1950 – 2006), български офицер, генерал-майор

## Спорт

### Спортно дружество "Бенковски"
Спортно дружество "Бенковски" е основано в средата на XX век. Към него са съществували отбори по футбол, волейбол, хандбал и баскетбол. Изявен състезател по борба е Цени Дачев.
ФК „Бенковски (Българско Сливово)“